# 漢語林
『漢語林』（かんごりん）は、大修館書店が発行している小型の漢和辞典。1987年に『漢語林』として発行、1991年の改訂版を経て、1994年に新版が刊行され、新版の第2版が2001年に刊行された。2004年、書名を改めた『新漢語林』が刊行。2011年、第二版が刊行された。『新漢語林』の第二版は14629の親字と、約50000の熟語を収録している。1992年には大型（B5判）の『大漢語林』（親文字数14000字、熟語総数10万語）が刊行された。

## 書籍

### 漢語林

#### 初版
- 初版1987年4月1日刊行、著者: 鎌田正・米山寅太郎[5]

#### 新版
- 1994年4月1日刊行、著者: 鎌田正・米山寅太郎[5]
- 第2版、2001年11月20日刊行、著者: 鎌田正・米山寅太郎[5]

### 大漢語林

#### 初版
- 1992年4月25日、著者: 鎌田正・米山寅太郎、ISBN 978-4-469-03156-0[5]

### 新漢語林

#### 第一版
- 2004年刊行、著者: 鎌田正・米山寅太郎[1]

#### 第二版
- 2011年2月1日刊行、著者: 鎌田正・米山寅太郎、ISBN 978-4-469-03163-8[6]